# Corno Grande
Corno Grande (tal. "veliki rog") je najviši vrh Apeninskog gorja. Nalazi se u središnjoj Italiji, u pokrajini Abruzzo. Dio je masiva Gran Sasso d’Italia. Ovaj je vrh Apeninskog poluotoka visok 2,912 metara. Ne uključujući Alpe, ovo je najviši vrh u kopnenoj Italiji te drugi najviši u cijeloj zemlji nakon Etne na Siciliji (ne uključujući Alpe). 

## Opis
Ima značajan vertikalni reljef na svojoj sjevernoj strani, iako je njegova južna strana manje uzdignuta od susjedne visoravni pod nazivom Campo Imperatore. Na sjevernom dijelu Corno Grandea nalazi se jedan od najjužnijih ledenjaka u Europi, ledenjak Calderone. Prvi zabilježeni uspon na Corno Grande izveo je 1573. bolonjski kapetan Francesco De Marchi zajedno s Francescom Di Domenicom.[nedostaje izvor] Uobičajena ruta uspona je preko zapadnog grebena. Postoji niz drugih ruta, uključujući i onu koja se nalazi na južnoj strani.

## Vanjske poveznice
- "Corno Grande, Italija" na Peakbaggeru